# ワウコンダ (ワシントン州)
ワウコンダは、アメリカ合衆国ワシントン州オウカノガン郡にある小さな非法人共同体である。一時は新興都市として栄えたが、後に衰退した。現在は個人によって町全体が所有されている。

## 歴史
ワウコンダは1898年に鉱山の町として設立された。イリノイ州ワウコンダ出身の3人の兄弟がこの地で金鉱を発見し、金鉱に彼らの故郷の名を付けた。その後、この地にあった4つの鉱山で採掘が行われるようになり、人口は300人以上にまで急速に膨れ上がった。1900年の時点で町には雑貨屋があり、また1901年の時点で郵便局が設置されていた。最盛期にはおよそ1000人に近い人々がこの地で生活を営んでいた。
1900年代初期になると鉱山は産出量が減少し、最終的には閉鉱に至る。州がワシントン州道20号線を建設した時、この町を迂回する経路を採っていたため、ワウコンダの共同体は州道沿いに移設された。捨てられた旧ワウコンダの町は、現在ゴーストタウンとなっている。
現在のワウコンダの町は昔の鉱山都市ワウコンダに比べてずっと小規模のものになっている。ワウコンダの商業地区と呼ぶべき場所には郵便局とガソリンスタンド、雑貨屋、レストランがあるが、これらは全てある1人の住民の所有物となっている。2008年、当時のオーナーだったダフネ・フレッチャーは、これらの商業財産を含むワウコンダの街全体を希望価格1,125,000米ドルで売りに出した。2010年3月、フレッチャーはこの不動産をオークションウェブサイトeBayに出品し、「競売に出品された街」として宣伝した。オーストラリア・ビクトリア州のヒールズビルに住む夫婦が370,601米ドルで競り落としたが、経済的事情と健康問題のために取引は決裂に終わった。その2週間後、ワウコンダの街はワシントン州のボセルに住む夫婦に、360,000米ドルで売却された。

## 地理
ワウコンダは北緯48度43分33秒 西経119度0分49秒 / 北緯48.72583度 西経119.01361度 (48.7257163, -119.0136516)に位置する。トナスケットから約23マイル東方の台地上に位置し、近くにはワウコンダ山道やオウカノガン国有林がある。また近くにはグラナイト川の支流の源流があり、近隣の街リパブリックでサンポイル川に流れ込む。